# Betula saksarensis
Betula saksarensis är en björkväxtart som beskrevs av Antonina Vasilievna Polozhij och A.T.Malzeva. Betula saksarensis ingår i släktet björkar, och familjen björkväxter. Inga underarter finns listade.